# لاريسا إيفانغليستا
لاريسا إيفانغليستا هي لاعبة جمباز إيقاعي برازيلية، ولدت في 25 يناير 1988.